# Nem Tão São
Nem Tão São é o primeiro álbum do cantor e compositor brasileiro Jay Vaquer.
Após o sucesso do musical Cazas de Cazuza, Jay lançou em 2000 seu primeiro disco, com o selo da gravadora JAM Music.
Deste disco, gravou 2 clipes, "A Miragem" e "Aponta de um Iceberg", que foram bastante executados pela MTV.
O álbum conta ainda com músicas de artistas consagrados no cenário musical brasileiro, como Herbert Viana  (em "Quase um segundo"), Paulinho Moska (em "Ilha eu") e Djavan (em "Boa Noite"), além da participação especial da cantora Paula Lima na faixa "Divã (jungian trip)" e de Jane Duboc, que atuou em várias faixas como arranjadora de voz e vocalista.

## Faixas
| N.º            | Título                                             | Compositor(es)                                           | Duração |  |
| 1.             | "A Miragem"                                        | Jay Vaquer                                               | 4:42    |  |
| 2.             | "Quase um Segundo"                                 | Herbert Vianna                                           | 4:15    |  |
| 3.             | "Aponta de um Iceberg"                             | Jay Vaquer                                               | 3:39    |  |
| 4.             | "Ilha Eu"                                          | Música - Paulinho Moska / Letra - Pierre Aderne          | 5:23    |  |
| 5.             | "Pêndulo"                                          | Jay Vaquer                                               | 3:40    |  |
| 6.             | "Divã"                                             | Jay Vaquer                                               | 6:21    |  |
| 7.             | "Tão São"                                          | Jay Vaquer                                               | 3:16    |  |
| 8.             | "Impressões"                                       | Música - Jay Vaquer e Beto Paciello / Letra - Jay Vaquer | 4:43    |  |
| 9.             | "Boa Noite"                                        | Djavan                                                   | 5:40    |  |
| 10.            | "Outra Paisagem (Pb)"                              | Jay Vaquer                                               | 3:33    |  |
| 11.            | "Ninguém"                                          | Jay Vaquer                                               | 4:32    |  |
| 12.            | "Divã (Jungian Trip) [Part. Especial: Paula Lima]" | Jay Vaquer                                               | 4:38    |  |
| 13.            | "Pra Começar"                                      | Música - Marina Lima / Letra - Antônio Cícero)           | 4:31    |  |
| Duração total: | Duração total:                                     | Duração total:                                           | 58:48   |  |

## Prêmios e indicações
| Ano  | Indicação ("Canção"/Álbum) | Prêmio   | Categoria                                      | Resultado | Ref.  |
| ---- | -------------------------- | -------- | ---------------------------------------------- | --------- | ----- |
| 2001 | "A Miragem"                | VMB 2001 | Melhor Videoclipe do Ano: Escolha da Audiência | Indicado  | [ 6 ] |